# Сантойо
Сантойо (ісп. Santoyo) — муніципалітет в Іспанії, у складі автономної спільноти Кастилія-і-Леон, у провінції Паленсія. Населення — 247 осіб (2010).
Муніципалітет розташований на відстані близько 210 км на північ від Мадрида, 27 км на північний схід від Паленсії.
На території муніципалітету розташовані такі населені пункти: (дані про населення за 2010 рік)
- Сантьяго-дель-Валь: 4 особи
- Сантойо: 243 особи

## Демографія
Динаміка населення (INE ):